# Rolf Weih

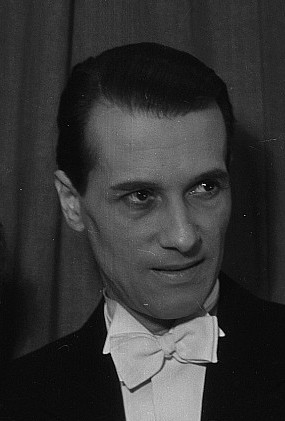
Rolf Weih, 1946

Rolf Weih (* 8. Februar 1906 in Barmen; † 15. August 1969 in Frankfurt am Main) war ein deutscher Schauspieler.

## Leben
Der Sohn eines Sanitätsrats absolvierte nach seinem Schulabschluss am Gymnasium eine kaufmännische Lehre. Er war anschließend in verschiedenen Branchen tätig, unter anderem als Ingenieur bei Siemens & Halske in Berlin.
Weih versuchte sich in dieser Zeit aber auch als Amateurzauberer beim Varieté sowie als Kabarettist. Dabei gelangte er bis Hamburg und Paris. 1927 erhielt er für drei Jahre ein Engagement am Rose-Theater in Berlin. 1930 kam er auch zu seinen ersten kleinen Filmrollen.
Erst jetzt nahm Weih Schauspielunterricht und trat als Operetten-Buffo auf verschiedenen Provinzbühnen auf. 1936 holte ihn die UFA aus Görlitz für den Film Männer vor der Ehe vor die Kamera. Weih wurde nun vor allem Filmschauspieler, der vorwiegend als Liebhaber mit komödiantischer Note eingesetzt wurde, zum Beispiel in Der Gouverneur (1939) als Partner von Hannelore Schroth. In Lauter Liebe (1940) gab er auch eine Gesangseinlage.
Später war Weih ein vielbeschäftigter Nebendarsteller, der auch noch in den 1950er Jahren in zahlreichen Heimatfilmen mitwirkte. Aus gesundheitlichen Gründen musste er seine berufliche Tätigkeit ab 1961 einschränken.
Rolf Weih war mit der Tänzerin Ira Kraut verheiratet und Vater von zwei Kindern. Weih starb nach einem Herzanfall und wurde auf dem Berliner Friedhof Wilmersdorf beigesetzt.

## Filmografie (Auswahl)
- 1930: Flachsmann als Erzieher
- 1936: Männer vor der Ehe
- 1937: Wenn du eine Schwiegermutter hast
- 1938: Kameraden auf See
- 1939: Alarm auf Station III
- 1939: Der Edelweißkönig
- 1939: Der Gouverneur
- 1939: Im Namen des Volkes
- 1939: Der Weg zu Isabell
- 1940: Lauter Liebe
- 1940: Achtung! Feind hört mit!
- 1941: Alarm
- 1941: Familienanschluß
- 1941: Kameraden
- 1941: Sein Sohn
- 1942: Meine Frau Teresa
- 1942: Rembrandt
- 1942: Wir machen Musik
- 1942: Dr. Crippen an Bord
- 1942: Der Seniorchef
- 1943: Die goldene Spinne
- 1943: Liebespremiere
- 1943: Ein Mann für meine Frau
- 1943: Man rede mir nicht von Liebe
- 1944: Ein fröhliches Haus
- 1944: Seinerzeit zu meiner Zeit
- 1944/49: Freitag, der 13.
- 1945: Frühlingsmelodie
- 1945: Eines Tages
- 1949: Hallo – Sie haben Ihre Frau vergessen
- 1949: Die blauen Schwerter
- 1949: Mordprozess Dr. Jordan
- 1950: Es begann um Mitternacht
- 1951: Grün ist die Heide
- 1951: Schwarze Augen
- 1951: Es geht nicht ohne Gisela
- 1951: Torreani
- 1951: Unschuld in tausend Nöten
- 1952: Einmal am Rhein
- 1952: Der keusche Lebemann
- 1952: Der Kampf der Tertia
- 1953: Hollandmädel
- 1953: So ein Affentheater
- 1953: Die Kaiserin von China
- 1954: Ännchen von Tharau
- 1955: Rauschende Melodien
- 1955: Heldentum nach Ladenschluß
- 1955: Das Fräulein von Scuderi
- 1956: Beichtgeheimnis
- 1956: Durch die Wälder, durch die Auen
- 1956: Der Mustergatte
- 1956: Der Fremdenführer von Lissabon
- 1958: Madeleine Tel. 13 62 11
- 1958: U 47 – Kapitänleutnant Prien
- 1958: Piefke, der Schrecken der Kompanie
- 1959: Unser Wunderland bei Nacht
- 1959: Morgen wirst du um mich weinen
- 1959: Alle Tage ist kein Sonntag
- 1960: Die 1000 Augen des Dr. Mabuse
- 1960: Es ist soweit (Mehrteiler)
- 1960: Freddy und die Melodie der Nacht
- 1960: Willy, der Privatdetektiv
- 1961: … denn das Weib ist schwach
- 1962: Freddy und das Lied der Südsee
- 1966: Brille und Bombe: Bei uns liegen Sie richtig!